# Galvormende kelderzwamparasiet
De galvormende kelderzwamparasiet (Nodulisporium cecidiogenes) is een schimmel die behoort tot de familie Hypoxylaceae. Hij parasiteert op de dikke kelderzwam.

## Kenmerken
De conidia meten 6–18 × 3.5–6.5 μm.

## Verspreiding
In Nederland komt de galvormende kelderzwamparasiet zeer zeldzaam voor.